# Rebecca Kadaga
Rebecca Alitwala Kadaga (Kamuli, 24 de maig de 1956) és una advocada i política ugandesa que ha estat presidenta del Parlament d'Uganda des del 19 de maig de 2011 fins a l'any 2016. És la primera dona a ser elegida portaveu en la història del Parlament d'Uganda. Va succeir Edward Ssekandi, que fou portaveu del 2001 al 2011. També és actual membre del Parlament per la Circumscripció Femenina del districte de Kamuli, subregió de Busoga, una posició que ha detingut des de 1989.

## Antecedents i educació
Va néixer al districte de Kamuli, Uganda oriental, el 24 de maig de 1956. Rebecca Kadaga va assistir al Namasagali College per a la seva educació secundària. Va estudiar dret a la Universitat Makerere, es va graduar com a Bachelor of Laws (1978) i va obtenir un Diploma en pràctica jurídica del Centre de Desenvolupament del Dret a Kampala el 1979. El 2000 va obtenir un Diploma en Dret de la Dona de la Universitat de Zimbabwe. El 2003 obté el títol de Master of Arts (MA), especialitzat en Dret de la Dona, també de la Universitat de Zimbabwe.

## Experiència laboral
Entre 1984 i 1988 va practicar el dret privat. De 1989 a 1996, va ser membre del parlament per la Constituència Femenina districte de Kamuli. Va ser Presidenta del Consell Universitari de la Universitat de Mbarara, entre 1993 i 1996. Durant 1996, va ser Secretària General de l'Associació de Dones Parlamentàries de l'Àfrica Oriental.
Entre 1996 i 1998, Rebecca Kadaga va ser ministra d'Estat d'Uganda per a la Cooperació Regional (Àfrica i Orient Mitjà). Després va ser Ministra d'Estat de Comunicació i Aviació de 1998 a 1999 i com a Ministre d'Afers Parlamentaris de 1999 a 2000. Va ser elegida diputada del Parlament el 2001, càrrec que va mantenir fins al 19 de maig de 2011, quan va ser elegida presidenta del Parlament.
Després de les eleccions generals de febrer de 2016, Kadaga va ser reelegit per unanimitat com a President del Parlament el 19 de maig de 2016.

## Deures parlamentaris
A més dels seus deures com a ponent del Parlament ugandès, es troba a les següents comissions parlamentàries:
- Comissió de Nomenaments - El Comitè revisa tots els nomenaments del Gabinet pel President d'Uganda i pot aprovar o rebutjar un nomenament: el president presideix el comitè
- La Comissió Parlamentària: el president presidirà la Comissió
- El Comitè de Negocis - El President presideix la comissió

## Controvèrsia
Kadaga es va comprometre a aprovar la llei antihomosexual d'Uganda al parlament a desembre de 2012. El projecte de llei -algunes vegades anomenat "llei de matar els gais" - aleshores intentava fer punibles els actes d'homosexualitat amb la mort o presó perpètua però posteriorment va treure l'opció de pena de mort del text. Ella va dir que esdevindria llei, ja que la majoria d'ugandesos "ho estan reclamant".
Al desembre de 2012, Kadaga es trobava a Roma per pronunciar un discurs a la Setena Sessió de l'Assemblea Consultiva de Parlamentaris per a la Cort Penal Internacional i l'Estat de Dret.
Van circular informes que Kadaga va rebre una benedicció del papa Benet XVI a una missa del Vaticà. Al poc temps de la notícia, el portaveu del Vaticà, pare Federico Lombardi va emetre una declaració que va dir: "les relacions amb la delegació no eren fora del normal i no es va donar cap benedicció". "El grup dels diputats d'Uganda va saludar al Papa", com qualsevol altra persona que assistís a un públic amb el Papa" i això "no era un signe específic d'aprovació de les accions o propostes de Kadaga."